# Carl J. Mellin
Carl Johan Mellin, född 17 februari 1851 i Hagelbergs församling, Skaraborgs län, död 15 oktober 1924 i Schenectady, delstaten New York, var en svensk-amerikansk ingenjör och uppfinnare.
Mellin var efter tekniska studier och verkstadspraktik 1877–87 anställd som sjömaskins- och fartygskonstruktör hos Rob:t Napier & Son i Glasgow och Atlas i Stockholm samt bosatte sig 1887 i USA. Åren 1894–1902 var han överingenjör vid Richmond Locomotive Works i Richmond, Virginia och därefter konsulterande ingenjör vid American Locomotive Cos stora lokomotivverkstäder i Schenectady. 
Mellin ledde utarbetandet av ritningarna för och konstruktionen av maskineriet på ett av Förenta staternas slagskepp. Det är dock främst som lok-konstruktör hans namn är känt. Han konstruerade "världens största lokomotiv", som 1904 utställdes på  världsutställningen i Saint Louis och där fick guldmedalj. Detta lokomotiv öppnade vägen för tusentals andra av liknande konstruktion, som sedan var spridda över de båda amerikanska kontinenterna. Ett år 1911 tillverkat lokomotiv hade en dragkraft av omkring 52 300 kg och en vikt av 230 ton. Mellin gjorde ett stort antal uppfinningar på maskinteknikens område, bland annat en växelventil, som användes såväl på förut nämnda som på de 1899 för svenska statsbanorna från USA inköpta loken.